# Jean-Étienne Montucla
Jean-Étienne Montucla (ur. 5 września 1725 w Lyonie, zm. 18 grudnia 1799) – francuski matematyk.

## Życiorys
Jean-Étienne Montucla urodził się w Lyonie 5 września 1725 roku. Swoją pierwszą pracę opublikował anonimowo w 1754 roku, była to Histoire des recherches sur la quadrature du cercle. W cztery lata później wydano zaś pierwszą część jego Histoire des mathématiques, będącą pierwszą wiarygodną pracą traktującą o historii matetematyki. W 1764 roku był sekretarzem ekspedycji kolonizacyjnej do Kajenny w obecnej Gujanie Francuskiej. Rok później został królewskim cenzorem książek matematycznych. W 1778 roku przeredagował Recreations mathématiques Jacques’a Ozanama.
Wskutek rewolucji francuskiej został pozbawiony większości środków do życia i żył w nędzy. W 1795 roku odrzucono jego ofertę pracy dla jednej z paryskich szkół z powodu złego stanu zdrowia. W 1798 roku opublikował drugie wydanie pierwszego tomu swojej Historii...
Zmarł 18 grudnia 1799 roku, a jego Historia... została dokończona przez Jérôme’a Lalande’a i wydana w Paryżu w latach 1799–1802 w czterech tomach.